# Coppa Acerbo 1932
Coppa Acerbo 1932 je bila dvajseta neprvenstvena dirka v sezoni Velikih nagrad 1932. Odvijala se je 14. avgusta 1932 na dirkališču Circuito di Pescara.

## Rezultati

### Dirka
| Poz | Št | Dirkač                       | Moštvo                     | Dirkalnik          | Krogi | Čas/Odstop   | Št. m. |
| --- | -- | ---------------------------- | -------------------------- | ------------------ | ----- | ------------ | ------ |
| 1   | 8  | Tazio Nuvolari               | Alfa Corse                 | Alfa Romeo P3      | 12    | 2:11:18.8    | 4      |
| 2   | 2  | Rudolf Caracciola            | Alfa Corse                 | Alfa Romeo P3      | 12    | 2:11:33.0    | 1      |
| 3   | 46 | Louis Chiron                 | Automobiles Ettore Bugatti | Bugatti T51        | 12    | 2:13:13.4    | 19     |
| 4   | 14 | Antonio Brivio               | Scuderia Ferrari           | Alfa Romeo Monza   | 12    | 2:15:27.0    | 7      |
| 5   | 28 | Luigi Fagioli Amedeo Ruggeri | Officine A. Maserati       | Maserati V5        | 12    | 2:21:31.4    | 13     |
| 6   | 6  | Baconin Borzacchini          | Alfa Corse                 | Alfa Romeo Monza   | 12    | 2:26:16.2    | 3      |
| 7   | 22 | Earl Howe                    | Privatnik                  | Delage 15S8        | 12    | 2:26:16.4    | 11     |
| 8   | 18 | Clemente Biondetti           | Privatnik                  | MB Maserati        | 12    | 2:33:46.2    | 9      |
| 9   | 20 | Secondo Corsi                | Privatnik                  | Maserati 26        | 12    | 2:34:04.0    | 10     |
| 10  | 44 | Vittorio Orsini              | Privatnik                  | Maserati 26        | 12    | 2:35:14.0    | 18     |
| 11  | 16 | Albert Broschek              | Privatnik                  | Mercedes-Benz SSK  | 10    | +2 kroga     | 8      |
| Ods | 10 | Piero Taruffi                | Scuderia Ferrari           | Alfa Romeo Monza   | 7     |              | 5      |
| Ods | 40 | Anne-Cecile Rose-Itier       | Privatnik                  | Bugatti T37A       | 6     |              | 17     |
| Ods | 38 | Achille Varzi                | Automobiles Ettore Bugatti | Bugatti T51        | 5     | Pritisk olja | 16     |
| Ods | 34 | Amedeo Ruggeri               | Officine A. Maserati       | Maserati 26M       | 5     |              | 15     |
| Ods | 4  | Silvio Rondina               | Privatnik                  | O.M. 665           | 4     |              | 2      |
| Ods | 30 | Giuseppe Morandi             | Privatnik                  | Bugatti T35B       | 4     |              | 14     |
| Ods | 26 | Pietro Ghersi                | Scuderia Ferrari           | Alfa Romeo Monza   | 1     |              | 12     |
| Ods | 12 | Manfred von Brauchitsch      | Daimler-Benz AG            | Mercedes-Benz SSKL | 0     |              | 6      |